# 正心女子短期大学
正心女子短期大学（せいしんじょしたんきだいがく）は、鹿児島県姶良郡加治木町木田5348に本部を置いていた日本の私立大学である。1967年に設置され、1987年に廃止された。

## 概要

### 大学全体
- 鹿児島県姶良郡加治木町[注 1]に所在した日本の私立短期大学で、設置主体は学校法人鹿児島学園[2]。
- 1967年、学校法人正村学園により開学[注釈 3]。後に経営母体を学校法人鹿児島学園に変更。開学当初より家政科のみの単科短大となっていた。
- 1985年度の入学生を最後に[注釈 4]、1987年に短期大学としての使命を終える[注釈 5]。

### 教育および研究
- 正心女子短期大学は家政学をベースとした専門教育に加え、養護教諭や教職員、栄養士の養成にも力をいれていた。

### 学風および特色
- 正心女子短期大学が設置されている加治木町は、旧来より教育文化に対する意識が高いということから、社会人・職業人そして家庭人として有能な人材育成するという理想を実現するために設置したとなっている[8]。
- 入学試験は、推薦入試のみで、選抜方法は面接のみとなっていた[9]。

## 沿革
- 1966年
  - 短期大学の設置認可の申請を行う[10]。
- 1967年
  - 3月25日 左記を以て文部省[注 2]より短期大学の設置が認可される[注 3]。
  - 4月1日 正心女子短期大学が以下の学科体制にて開学する。
    - 家政科 入学定員50名[13]
- 1969年
  - 4月1日 家政科を以下の通り専攻分離する[注 4]。
    - 家政専攻 入学定員20名[注釈 6]
    - 食物栄養専攻 入学定員30名[注釈 6]
- 1970年
  - 4月1日 設置者を学校法人鹿児島学園に変更。
- 1985年
  - 4月1日 学生募集をこの年度の入学生を最後とする[注釈 4]。
- 1987年
  - 2月9日 左記をもって廃止となる[注釈 5]。

## 基礎データ

### 所在地
- 鹿児島県姶良郡加治木町5348[注釈 1]

### 象徴
- 正心女子短期大学のカレッジマークには学名の一部である「正心」の文字が記されていた[8]。

### 年度別学生数
| -      | 入学定員 | 総定員 | 学生数 | 出典   |
| ------ | -------- | ------ | ------ | ------ |
| 1967年 | 50       | 50     | 女57   | [ 17 ] |
| 1968年 | 50       | 100    | 女80   | [ 18 ] |
| 1970年 | 50       | 100    | 女42   | [ 19 ] |
| 1971年 | 50       | 100    | 女32   | [ 20 ] |
| 1972年 | 50       | 100    | 女13   | [ 21 ] |
| 1973年 | 50       | 100    | 女12   | [ 22 ] |
| 1975年 | 50       | 100    | 女25   | [ 23 ] |
| 1976年 | 50       | 100    | 女21   | [ 24 ] |
| 1977年 | 50       | 100    | 女26   | [ 25 ] |
| 1978年 | 50       | 100    | 女37   | [ 26 ] |
| 1979年 | 50       | 100    | 女41   | [ 27 ] |
| 1980年 | 50       | 100    | 女27   | [ 28 ] |
| 1981年 | 50       | 100    | 女12   | [ 29 ] |
| 1982年 | 50       | 100    | 女5    | [ 30 ] |
| 1983年 | 50       | 100    | 女9    | [ 31 ] |
| 1984年 | 50       | 100    | 女16   | [ 32 ] |
| 1985年 | 50       | 100    | 女6    | [ 33 ] |

## 教育および研究

### 組織

#### 学科
- 家政科
  - 家政専攻 入学定員20名[注釈 9]
  - 食物栄養専攻 入学定員30名[注釈 9]

#### 専攻科
- なし

#### 別科
- なし

#### 取得資格について
- 中学校教諭二級免許状（家庭）・養護教諭二級免許状：家政科家政専攻[注釈 10]
- 栄養士：家政科食物栄養専攻[注釈 10]

### 研究
- 『正心女子短期大学紀要』[注釈 2]

## 大学関係者と組織

### 大学関係者一覧

#### 大学関係者
歴代学長
- 町野碩夫
- 横山淳夫
- 山崎嘉雄

教職員
- 山本隆基：1967年専任講師就任[42]。

## 施設

### 寮
- 本短大からの指定寮があった[9]。

## 対外関係

### 系列校
- 龍桜高等学校

## 卒業後の進路について

### 就職について
- 家政科
  - 家政専攻：概ね大半の学生が一般企業へ就職しており、教育職員や養護教諭を希望する学生も少なからずいた[9]。
  - 食物栄養専攻：在学中に取得した資格を活かして食品関連企業や病院・学校給食職員など活躍の場は多岐にわたっていた[9]。

## 附属学校
- かつて正心女子短期大学附属高等学校を擁していた[注釈 3]。